# Canton, Ohio
Canton este un oraș și sediul comitatului Stark din statul Ohio, Statele Unite ale Americii. Aici s-a născut Marilyn Manson.